# 郎心如鐵 (1994年電視劇)
《郎心如鐵》（英語：A Cruel Lover；中國大陸稱作《失落真心》），香港亞洲電視1994年製作的電視劇，全劇共30集，由江華、吳雪雯、萬綺雯、林祖輝、區淑貞領銜主演，並由林立三、楊群、吳浣儀聯合主演，故事策劃為張小嫻，監製為陳樹楷，被譽為「亞視94壓軸激情鉅獻」。《郎心如铁》是江華在亞視期間收視最高的劇集，亦是吳雪雯唯一參演的電視劇集。
《郎心如鐵》除了在大中华地区贏得口碑之外在泰國、越南與印尼亦受到歡迎。
《郎心如鐵》曾在1996年於印尼Indosiar播映，以《Kejamnya Kekasih》（殘忍的情人）命名；1998年於中央电视台播映《失落真心》（20集版本）；1999年在南方電視台廣東影視以《失落真心》劇名重播（20集版本）；2005年11月28日-2005年12月19日期间，在廣東電視台珠江頻道晚上10點兩集連播（剪辑成28集，用回《郎心如鐵》作片名）並於翌日下午重播，週六下午五集重溫連播；2008年6月至7月期間，在浙江电视台播映；1997年、2007年、2010年三次在亞洲電視本港台重播。於2013年10月19日起平日上午11點20分在越南永隆電視台THVL1頻道播出，命名為《Anh mãi yêu em》（我永遠愛你）。2021年3月12日，亞洲電視數碼媒體重新發佈本劇之余更将此剧花絮连带推出。越南NEW88亦有轉播，片名譯作《LÒNG CHÀNG SẮT ĐÁ》 （中文可解作：難以置信的心/鋼鐵之心）。

## 背景介绍
《郎心如铁》以男女主角之间的感情斗争为故事主轴，而故事背景则以传媒行业为主。剧中男主角的身份为新闻从业员，同时亦侧面揭示传媒事业的发展与时代的变迁。故事跨越5年时间（大概设定在1990年-1995年间），当中涉及了柏林墙倒塌、八一九事件、苏联解体、荷兰水灾、龙的行动、泰国工人暴动和军事政变、叙利亚饥荒、越南船民等国际大事；《郎心如铁》亦有探讨一些当时大大小小的社会时事和民生现象，包括香港土地供应不足与住屋问题、贫富悬殊问题、底层关怀、戒毒所殴斗事件、的士加价、医护人员薪资问题、企业并购、纸媒体的改革、金融市场跟股票交易的运作、和谐之家、卡拉OK的兴起、慈善筹款活动、“四大天王”垄断乐坛、杏花城兴建中途宿舍、中港共融、通货膨胀、有线电视的诞生与发展，以至亚洲电视剧集《还看今朝》的热播，在剧中都有所提及。

## 梗概
沈文浩（江华 饰）虽然只是一个名不见经传的小记者，却有着建立起自己的新闻帝国的宏达志向。沈文浩爱上了名为方晓欣（吴雪雯 饰）的女孩，然而此时方晓欣已经有了未婚夫余家乐（甄志强 饰）。余家乐深深的爱着方晓欣，然而却在一次偶然之中得知了方晓欣和沈文浩之间的感情，失望透顶的他在婚礼当日选择了逃婚，却在途中遭遇了意外死于非命，虽然每个人都在指责方晓欣，但后者还是背负着污名毅然决然的和沈文浩走到了一起。 沈文浩和方晓欣一起度过了一段美好的时光，但随着沈文浩的事业不断受挫一落千丈之后，他开始了解到了攀炎附势的必要，并且开始为了追求名利而不惜放弃一切。

## 剧情简介
外表溫文俊朗的沈文浩（江華飾），任職記者，雖出身貧窮卻胸怀大志，積極把握機會，只为了能建立屬於自己的傳媒王國，文浩偶然下邂逅活潑美麗的方曉欣（吳雪雯飾），雙方一見鍾情，惟晓欣早已有未婚夫余家樂（甄志強飾）。家樂對晓欣情深義重，晓欣只有忍痛放棄與文浩的感情，但此時家樂發現晓欣最愛的是文浩而大受打擊，就在家乐与晓欣婚禮當日，家乐逃婚后竟意外死去。在一片指責聲中晓欣重投文浩的懷抱，亦改變了她一生的命運。
文浩雖立志奮發向上，但事業上屢遭挫折:工作之報館被財閥唐君年（楊群飾）侵吞，其同父異母之弟沈志坤（胡渭康飾）進駐報館，对文浩諸多刁難。事業上的挫折令文浩明白權力的重要性，他決定不顧一切向上爬。偶然機會下，文浩結識君年的女儿唐敏明（萬綺雯飾），文浩為晉身豪門把握良機接近敏明，最后敏明委身而嫁。文浩為了擺脫已有身孕的晓欣，刻意和她去泰国旅行，文浩借机在她身上放上毒品导致晓欣在泰國被捕。晓欣的家人坐飞机前往泰国途中突发墜機而全部遇難，晓欣在獄中更被人毆打而流產，幸得泰国將軍查隆（林立三飾）所救出。晓欣利用天賦取得查隆信任后決心利用查隆的財勢复仇。
此时，文浩在香港已成為傳媒界中的風雲人物。晓欣回港后利用查隆之權力設下陷阱，欲使文浩承受牢獄之苦，唯在最後一刻文浩卻利用與他有一段婚外情的萬紅（區淑貞飾）作替罪羔羊。晓欣功敗垂成后改變策略，一面利用美色誘惑君年，使浩的事業屢屢受挫之外挑撥文浩與敏明的關係导致唐家大亂。文浩失勢后与君年对质时無意間將君年害死，敏明因此心臟病復發，文浩借机取得君年的企業控制權，成為新一代傳媒大亨。
晓欣深知天理不能收服文浩，决定设下陷阱与文浩同归于尽，最终文浩在泰国被判死刑。文浩在行刑前懊悔，晓欣吃下含毒的秶饭后带着胜利的微笑而终。

## 演員表

### 沈家
| 演員           | 角色   | 暱稱/關係 |
| 黎少芳         | 金二妹 | 生於江蘇宜興張澤橋 沈青之母 江杏嫦之奶奶 沈文浩、沈志坤之祖母 被沈青離棄 刀子嘴，豆腐心，愛護家人 於第8集被沈青导致病發逝世 靈位安放於寶福山福照堂 |
| 吳浣儀         | 江杏嫦 | 嫦記 嫦芳記茶檔老板娘 沈青在鄉下經三書六禮迎娶的妻子 被沈青拋棄後，經營茶水檔養家，母兼父職，表面潑辣，實際賢婌，把沈文浩养育成人，更照顾其家婆，随著沈文浩事业上升，便有了本錢經營正規茶餐厅 沈文浩之母 展望之祖母 |
| -（童年）      | 沈文浩 | 億豐集团执行董事 初期在正報任職社會版記者，一直志在港聞版，卻受上司肥佬波阻攔，後受梁立庚賞識成功轉到港聞版，不久又被接任社長的沈志坤故意為難再調回社會版，後來透過與唐敏明暧昧而得到唐君年的注意，晉升策劃再升為副社長，及後創辦正週刊、入股電台、建立億豐有線電視、更獲得亞洲傳媒大獎，最後成為傳媒大亨 為人真誠可靠，有上進心，後變得囂張跋扈，見利忘義，為爭名逐利不惜謀害身邊的女性 自小痛恨父亲沈青，视其一家為仇人，立志發奮為母亲江杏嫦争一口气，事业有成後，打本给江杏嫦开设茶室 為報家仇，利用正週刊揭發鄭麗珠惡行 沈青、江杏嫦之子 沈志坤同父異母之兄 方曉欣之男友，后反目，更陷害其 唐敏明之夫，欺騙對方，最後更將其殺害 與萬紅發生婚外情 唐君年之女婿，後於第26集因李慕晴（實為方曉欣）設局挑撥離間而誤殺之 展望之父 以監護人的身份代管展望繼承的包括億豐在內的唐家所有資產 于第1集及第30集在泰國被槍決 |
| 劉緯民（少年） | 沈文浩 | 億豐集团执行董事 初期在正報任職社會版記者，一直志在港聞版，卻受上司肥佬波阻攔，後受梁立庚賞識成功轉到港聞版，不久又被接任社長的沈志坤故意為難再調回社會版，後來透過與唐敏明暧昧而得到唐君年的注意，晉升策劃再升為副社長，及後創辦正週刊、入股電台、建立億豐有線電視、更獲得亞洲傳媒大獎，最後成為傳媒大亨 為人真誠可靠，有上進心，後變得囂張跋扈，見利忘義，為爭名逐利不惜謀害身邊的女性 自小痛恨父亲沈青，视其一家為仇人，立志發奮為母亲江杏嫦争一口气，事业有成後，打本给江杏嫦开设茶室 為報家仇，利用正週刊揭發鄭麗珠惡行 沈青、江杏嫦之子 沈志坤同父異母之兄 方曉欣之男友，后反目，更陷害其 唐敏明之夫，欺騙對方，最後更將其殺害 與萬紅發生婚外情 唐君年之女婿，後於第26集因李慕晴（實為方曉欣）設局挑撥離間而誤殺之 展望之父 以監護人的身份代管展望繼承的包括億豐在內的唐家所有資產 于第1集及第30集在泰國被槍決 |
| 江 華          | 沈文浩 | 億豐集团执行董事 初期在正報任職社會版記者，一直志在港聞版，卻受上司肥佬波阻攔，後受梁立庚賞識成功轉到港聞版，不久又被接任社長的沈志坤故意為難再調回社會版，後來透過與唐敏明暧昧而得到唐君年的注意，晉升策劃再升為副社長，及後創辦正週刊、入股電台、建立億豐有線電視、更獲得亞洲傳媒大獎，最後成為傳媒大亨 為人真誠可靠，有上進心，後變得囂張跋扈，見利忘義，為爭名逐利不惜謀害身邊的女性 自小痛恨父亲沈青，视其一家為仇人，立志發奮為母亲江杏嫦争一口气，事业有成後，打本给江杏嫦开设茶室 為報家仇，利用正週刊揭發鄭麗珠惡行 沈青、江杏嫦之子 沈志坤同父異母之兄 方曉欣之男友，后反目，更陷害其 唐敏明之夫，欺騙對方，最後更將其殺害 與萬紅發生婚外情 唐君年之女婿，後於第26集因李慕晴（實為方曉欣）設局挑撥離間而誤殺之 展望之父 以監護人的身份代管展望繼承的包括億豐在內的唐家所有資產 于第1集及第30集在泰國被槍決 |
| -              | 展望   | 沈文浩、唐敏明之子 過繼唐家後改為姓唐 繼承唐家所有資產 |

### 沈家（繼室）
| 演員   | 角色   | 暱稱/關係 |
| 麥 基  | 沈青   | 江杏嫦、鄭麗珠之夫 沈文浩、沈志坤之父 早年為娶鄭麗珠享富貴拋棄沈文浩母子及其母親 於第18集因遭逢巨變而心臟病發離世 靈位安放於香港墳場                                                    |
| 梁 珊  | 鄭麗珠 | 十大傑出女工業家之一 沈青在香港正式註冊的妻子 沈志坤之母 因為富有恃勢凌人、不可一世，後來遭逢巨變而家道中落，患上創傷後遺症，需強制入住青山醫院（於第18集從江杏嫦口中得知）             |
| 胡渭康 | 沈志坤 | 唐君年入主正報後成為新任社長，後另起爐灶 沈青、鄭麗珠之子 沈文浩同父異母之弟 系出名門、年少得志，對沈文浩處處為難 曾追求唐敏明 於第17集行贿罪成入獄2年（被沈文浩陷害） 於第29集刑滿出獄 |

### 方家
| 演員   | 角色                 | 暱稱/關係 |
| 江 圖  | 方南                 | 南方花店老板 方曉欣、傑之父 思想傳統，為人仗義 曾受余家樂頗多恩惠，視其為準女婿，不看好素不相識的沈文浩 与一家人於前往馬來西亞聘請大狀為方曉欣上訴途中飛机失事罹難（於第13集從楊律师口中得知） 靈位安放於青松閣 |
| 鲍起靜 | 李少歡               | 方南之妻 方曉欣、傑之母 苦口婆心的慈母 与一家人於前往馬來西亞聘請大狀為方曉欣上訴途中飛机失事罹難（於第13集從楊律师口中得知） 靈位安放於青松閣 |
| 吳雪雯 | 方曉欣/李慕晴/許家慧 | 天晴集團主席 起初溫文爾雅，後因坐冤獄而產生報復心理，行事不擇手段 方南、李少歡之長女 傑之姊 余家樂之女友兼未婚妻，因为沈文浩介入而移情別戀 沈文浩第二任女友，被沈抛弃后發現已懷有其骨肉 被沈文浩插赃運毒到泰国(1990年3月9日)而被判死刑，更被同仓打致流產 在行刊中獲查隆相救，後成為其妻 勾結使其流產的蘇大英，指示查隆以軍權讓其出獄並化敵為友 先後化名李慕晴（借用上海外灘三里巷龍頭村上村李華之女的身份）、許家慧（報稱泰國華僑）向沈文浩報復 于第30集吃下有毒粢饭自殺身亡 |
| 韋家雄 | 傑                   | 方南、李少歡之次子 方曉欣之弟 聰明伶俐的應屆會考生 与一家人於前往馬來西亞聘請大狀為方曉欣上訴途中飛机失事罹難（於第13集從楊律师口中得知） 靈位安放於青松閣 |

### 唐家
| 演員   | 角色   | 暱稱/關係 |
| 楊 群  | 唐君年 | 億豐集團主席 全球十大華人富豪之一（身家估計900億），香港首富，叱吒一時，愛女心切，因沒有兒子繼承產業要求其女婿沈文浩將兒子即其外孫展望過繼門下 唐敏明之父 沈文浩之外父 展望之外公 於第26集被沈文浩錯手推下樓梯，送院後搶救無效死亡 |
| 萬綺雯 | 唐敏明 | Anita 唐君年之女 患有先心病 沈文浩之女友，后妻子 展望之母 於第26集目睹唐君年意外而心臟病發，送院時已昏迷 於第28集被沈文浩拔下維持器離世 靈位安放於寶福山福深堂                                                                     |

### 其他主要角色
| 演員   | 角色   | 暱稱/關係 |
| 林祖輝 | 葉世康 | 正報記者，任職港聞版，後因不滿沈志坤方針而辭職 離職後到英國任特派記者，輾轉成為華商日報總編輯 在沈文浩將華商改組正週刊後成為新任總編輯 億豐有線電視記者 為人忠誠、重情義和有原則 沈文浩之多年同學兼好友 喜歡萬紅 為了萬紅之死決定聯同方曉欣對付沈文浩 |
| 區淑貞 | 萬紅   | 1971年8月6日出生 中大新聞系一級榮譽生 居住北角 曾在大報當實習記者 正週刊記者 個性獨立好強 沈文浩情婦 为沈文浩頂罪入獄，最後在獄中飲恨自杀離世（1994年7月9日） 靈位安放於寶福山寶興堂                                                                  |
| 林立三 | 查隆   | 泰國陸軍第三區總指揮官 因方曉欣长相酷似其亡妻而迷戀她，並幫助她以李慕晴身份向沈文浩報仇 李慕晴（實為方曉欣）之夫，透過軍權讓蘇大英提早獲釋 被沈文浩聯同盧差擊敗而軍權盡失，最後在府中剖腹自盡（第24集）                                               |

### 其他演员
- 曾瑋明 飾 盧差 (泰國將軍；泰国七成軍官皆由其提拔；查隆之敵人；聯同沈文浩擊敗查隆；因为對身為查隆未亡人的方曉欣的觊觎，一直想將其佔有，並以此作條件幫助其取得許家慧身份對付沈文浩）
- 甄志强 飾 余家樂 (方曉欣之初恋男友兼未婚夫，在中學時期開始與方曉欣相識十年，交往八年，在婚礼当日悔婚，且在冲动下驶車發生車禍身亡）
- 黃麗梅 飾 樂姊
- 施绮莲 飾 樂姊
- 譚少瑛 飾 梁好(樂母)
- 陳麗雲 飾 芳姨 (江杏嫦的茶檔合伙人）
- 馮　國 飾 張永德[註 2]  (原為億豐集團旗下職員，直屬沈文浩，中段與馮耀貴一同被李慕晴高薪挖角而跳槽到天晴集團，在李慕晴失勢後再次重投沈文浩旗下，並成為其得力助手）
- 嚴秋華 飾 馮耀貴 (華商日報記者，華商被億豐收購旗下後轉為正週刊記者，因為對新聞工作的熱誠受沈文浩賞識重用，中段與張有德一同被李慕晴高薪挖角而跳槽到天晴集團出任行政人員，在李慕晴失勢後再次重投沈文浩旗下成為其左右手）
- 梁碧芝 飾 億豐職員
- 林子博 飾 億豐職員
- 羅　嬋 飾 億豐職員、沈文浩秘書
- 陳嘉偉 飾 億豐職員
- 張　錚 飾 梁立庚 (原為正報社長；報館被唐君年成功收購後，受不起打擊跳樓自殺）
- 楊嘉諾 飾 阿生（正報記者；與沈文浩、葉世康份屬好友）
- 黄美芬 飾 阿芬（正報記者）
- 洪玉蘭 飾 正報記者
- 吳　霆 飾 正報記者
- 鄒煒倫 飾 阿祖/阿倫（正報記者）
- 凌腓力 飾 查隆手下
- 陳鳳冰[註 3] 飾 二姑媽/二姑婆（大妗姐；方曉欣出嫁時為其上頭）
- 關偉倫 飾 肥佬波[註 4]/趙老編 （正報社會版編輯；經常為難沈文浩，對沈志坤阿諛奉承；口頭禪：“套紅”）[16]
- 余文炳 飾 戊叔（正報記者）
- 陳　東 飾 陳師傅（花墟街坊）
- 李慕琼 飾 May (沈文浩第一任女友，另結较富有的新歡，而向沈投出分手）[17]
- 嘉　俊 飾 酒吧歌手
- 黃樹棠 飾 泰國海关
- 鄭恕峰 飾 華人律師 (沈文浩於泰國被控謀殺李慕晴一案之辯護律師）
- 湯國明 飾 楊律師（方曉欣於泰國涉嫌藏毒一案之辯護律師，深信欣是無辜的，自知為欣上诉赢面不大，遂向方家轉荐其正在馬來西亞渡假的師傅；於第13集向方曉欣轉告其一家的死訊）
- 吳曼麗 飾 蘇大英 (泰國女囚；在獄中指使同囚毆打方曉欣致流產，卻激起其向沈文浩報復的決心，及後方曉欣借助盧差之力為其申請提早假釋，更成為其心腹）
- 曾贊安 飾 張先生（阿良；李慕晴助理）
- 顔晉霖 飾 盧差手下
- 王清河 飾 吳學文
- 鄭　賢 飾 招振寰
- 萬斯敏 飾 正週刊職員
- 劉　準 飾 億豐股東
- 曾健明[註 5] 飾 Raymand/醫生
- 仲　煒 飾 周軍
- 羅樹淇[註 6] 飾 醫生/胡導演
- 何美好[註 7] 飾 方曉欣友人/珠寶店售貨員
- 夏玉麟[註 8] 飾 製衣廠管工
- 曾燕婷[註 9]
- 計祥龍[註 10] 飾 小贩/狱警
- 黃梓瑋[註 11] 飾 護士
- 許思敏[註 12] 飾 花店老闆娘
- 梁克遜[註 13]  飾 唐君年手下
- 招浩東[註 14]  飾 李成（華商日報編輯）
- 林華勳[註 15]  飾 王先生 （和諧之家負責人）/醫生/狱警/保安
- 陳月茹[註 16] 飾 張炳祥妻/登記處職員/勞改處人員
- 曾玉娟[註 17] 飾 新聞報導員/賓客/化妝師
- 方　茹[註 18] 飾 馬姐
- 何文進[註 19] 飾 王經理/泰籍華人法官

## 外景

### 英屬香港
- 亞洲電視大廈（亞視舊址）
- 大圍海福花園
- 清水灣鄉村俱樂部（唐君年消遣、沈文浩與唐敏明婚禮場地）
- 名店坊
- 大贏馬經
- 藝達植字
- 旺角洗衣街介乎花墟道至界限街（旺角花墟，江杏嫦在沈文浩少年時擺檔的地方）
- 永泰花店（位於旺角花墟園藝街，劇中方家經營的「南方花店」）
- 豆漿大王（粢飯店）
- 寶福山
- 新報（劇中的「正報」辦公室）
- 聽濤村（位於小欖樂濤街9號，劇中沈青一家的別墅）
- 皇后像廣場，立法局大樓（現終審法院大樓）
- 聖母醫院
- 新娘潭路至鹿頸，陳鳳記茶室
- 西貢烈士墓園
- 梳士巴利道尖沙咀海濱公園、南洋中心、千禧新世界香港酒店
- 啟德機場（啟德發展區之前身）
- 京華大廈（戲中方家住宅）
- 大圍成運路一帶
- 香港文化中心，尖沙咀鐘樓，尖沙咀天星碼頭，尖沙咀天星碼頭公共運輸交匯處
- Piano Bar
- 太子站
- 中環康樂廣場，交易廣場（唐君年其中一個辦公室外景）
- 德輔道中、西港城
- 鱷魚恤中心、鱷魚恤大廈（中國農業銀行大廈之前身）
- 慈雲山聖公會顯真堂退修營（劇中「和諧之家」所在地）
- 畔溪酒家、畔溪海鮮火煱（已結業）
- 九龍塘金巴倫道，雅息士道休憩公園
- 太平山頂
- 干諾道中行人隧道
- 環貿商业中心（香港綠景NEO大廈之前身，曾稱為九倉電訊廣場），九龍麵粉廠
- 香港大學大學堂（沈文浩迎娶唐敏明的地方）
- 中環花園道，聖約翰大廈、山頂纜車（億豐集團的辦公室外景）
- 棕林別墅（位於清水灣坑口永隆路533號）、浪濤苑（位於清水灣坑口永隆路542號）
- 龍翔道觀景台（沈文浩與葉世康其中一個聚腳點）
- 文華閣（位於又一村牡丹路7號，劇中沈文浩與唐敏明婚後的住處）
- 北九龍裁判法院（沈志坤受審的地方）
- 中間道，九龍酒店，半島酒店，香港基督教青年會，彌敦道，香港喜來登酒店(現尖沙咀崇光百貨)，新世界中心&麗晶酒店及度假村(（Victoria Dockside、K11 MUSEA及香港瑰麗酒店之前身）)，香港太空館
- 伊利沙伯醫院（唐君年父女被送往的醫院）
- 怡和大廈

### 泰國
- GRAND SOLE'HOTEL PATTAYA 芭堤雅索爾大酒店（劇中的酒店場景）
- 芭塔雅港灣，真理寺(The Sanctuary of truth)
- Bang Sean 春武里府邦盛海灘（劇中的暴動場面）
- Mini Siam and Mini Europe 迷你暹羅 & 迷你歐洲
- 帕岸島，Wat Phra Yai（Big Buddha Temple）大佛寺
- Pattaya City Hall 芭堤雅市政廳（方曉欣受審的地方）
- BANGKOK PATTAYA HOSPITAL 曼谷芭堤雅醫院（劇中的醫院場境景）
- LAKSI PLAZA （位於曼谷的威拍哇麗蘭室路，劇中的李慕晴光顧的泰國華人私家偵探社）
- วชิรปราการ Bang Pla Soi, 春武里府（沈文浩光顧的私家偵探社）
- 曼谷大皇宮玉佛寺

## 金句
- 沈文浩處決前接受葉世康的訪問
  - 「我認為每個人都要死一次，生命長與短根本不是一個問題，最重要是在有生之年做過什么，和有何成就。」————沈文浩
  - 「才幹與遠見。因為很多人做報紙都會等新聞發生，而我不同，我會跟新聞同步，甚至乎領導新聞。我看得出未来的世界裡傳媒會是歷史上的创造者。所以我入股電台、我做印刷、我建立有線電視。這就是我的成功之道！」————沈文浩
  - 「我唯一覺得遺憾的，就是我看不到明天的報紙。我不可以再分享我多年努力的成果。」————沈文浩
  - 「我喜欢金钱，我相信金钱的力量，大得可以令人放棄感情、殺人、出賣朋友，甚至建立一個傳媒王國！」————沈文浩
  - 「如果你真的是一个坚持客观报道真相的记者，你应该第一个问题就问我，我到底有没有杀人。」————葉世康問沈文浩有否殺過人
- 方曉欣探望處決前的沈文浩
  - 「我來是想看看一個人臨死前，還有多少真誠。」————方曉欣
  - 「我記得我們第一次認識，你就帶我去粢飯店吃粢飯。我還記得你為了証明愛我，在粢飯店门口由天黑等到天亮。」————方曉欣
  - 「爱一个人越深，就等於恨一个人越深，从你不择手段把我置于死地那天开始，我就看出你很爱我。 可我告诉你，你太天真了，你以为我在粢飯店门口等它开门，跟你去吃早餐，告诉你我会爱你一生一世，做人会贯彻始终，告诉你，这只不过是骗女孩子的手法，你不必记在心上，别妄想我临死的时候，会对你说一句『我爱妳！』 一个男人三番四次要置你于死地，你以为他真的会爱你吗？」————沈文浩
  - 「我已經不再是阿欣，而你也不再是沈文浩。」————方曉欣
- 「要用功讀書，才能找到好工作多賺點錢。」————江杏嫦
- 「我小時候不用做功課，我就去看他們（父親的繼家），我看著那女人（後母）大肚子，我看著他們換新房，我看著他的廠子越做越大……」————沈文浩
- 「我不是捨不得他（爸爸），我是想去看清楚，他拋妻棄子之後的生活究竟是怎樣，我要告訴自己，我就算沒了老爸我一樣可以出人头地；我要告訴自己，我將來的房子會比他們的大十倍，工人比他們的多十倍；我要告訴自己，我媽將來一定可以風風光光地站在他們面前，讓他們無地自容。媽，你一定要相信我。」————沈文浩
- 「三年，不出三年，我不會再是今日的窮記者。」————沈文浩
- 「你信不信有一天我會擁有（持有）一份報紙呢？」————沈文浩
- 「如果要做一個大富翁，就要把所有東西買光（收購），這樣才能夠真真正正做一個大驘家。而我的興趣就是做一個大驘家。」————唐君年
- 「感情就是感情，爱情就是爱情。难道到現在你還分不清楚？」————沈文浩[18]
- 「在没遇到你之前，我以为跟家樂一起就是愛情，拍拖……结婚生子，平平淡淡就过一生。直至到遇上你，我才知道什么叫愛情。原来愛情很傻，很天真，整天都會同牵肠挂肚，心裡整天忐忑不安。」————方曉欣
- 「不到最後一分鐘都不知道誰才是最走運。」————沈文浩
- 「創業難，守業更難。」————梁社長
- 「要是我失去了夢想，我也不會去死。记得小時候一家三口睡在一張床上，晚上开灯做工課，惹得隔壁又喊又叫。從那時开始，我就知道做人一定要現實，生存得到才講夢想，還有啊，索马里的饑民、越南的難民，對他们來說能夠生存已經是夢想。」————沈文浩
- 「現在辦報纸，不只是要報道事实這么简单，顧客買的不只是一份報纸，是一種對生活的態度。」————沈文浩
- 「報纸本来就是一种商品，凡是用钱去買的東西，都是商品。商品首先就是迎合顧客，然后才能谈到領導顧客。我相信企業化的管理，對正報來不一定是件壞事。」————沈文浩
- 「要实现自己的一套，首先要赢，然后才能当上皇帝。」————沈文浩
- 「我從來沒想過要當皇帝，我只想當忠臣。」————葉世康
- 「那我們（皇帝和忠臣）就最合拍了。」————沈文浩
- 「答應我，無論怎樣也好，不要改變你自己。」（告誡沈文浩）————葉世康
- 「我不是以前的沈文浩，我不甘心做一個平凡人。」————沈文浩[19]
- 沈文浩於迎娶唐敏明時的「愛的宣言」
  - 「我還要感謝一個人，他就是我爸爸。因為他一早就下定決心要我做一個很獨立的人，他從來都沒養過我，沒理過我，甚至沒教過我。從小到大，無論我讀書抑或工作，他都不會罵我，亦都不會關心我。但是不過他始終都把我『兒子』，所以當他知道我結婚，他就立刻全家一起來『恭喜』我。你簡直是一個令我非常『佩服』的人！」————沈文浩
  - 「今日我試了一次我從來未曾感覺的事。生同死在同一時間發生了，原來這個世界有一個人，她笑，我會跟她一起笑；她哭，我會跟她一起哭。我在她面前好像死了一樣，但是同時我在她面前好像重新找回我自己一樣。這個就是我一生裡面唯一最愛的女人，她為我犠牲的，是我一生都不可以還給她，在這裡我只可以說：『我永遠永遠都會那麼愛她。』」————沈文浩
- 李慕晴（實為方曉欣）透露其成功之道
  - 「我會赢，是因為我不靠正途，因為我靠人事（關係）套到內幕消息。」（指股票交易）————李慕晴
  - 「我已经掌握了成功的竅門，就是要靠手段。」————李慕晴
- 「這條項鏈（与沈文浩的定情信物）對于『死了』的方曉欣來說是很重要，但對于李慕睛來説，它只是一个伤痕。」————李慕晴
- 葉世康斥責已違背初心的沈文浩
- 「你變了很多，你不再是以前講理想的沈文浩。」————葉世康
- 「你愛的只有你自己，你的事業，你的野心。」————葉世康
- 查隆阻止李慕晴（實為方曉欣）對沈文浩報復
  - 「做人不可以單單生活在以前，要向前望的。你還有一大段路要走。你現在根本自毀前程，值得嗎？你為那個男人這樣做他會知道嗎？你自己想清楚吧！」————查隆
  - 「你現在不可以再武刀子，因為現在是刀子在控制你，而不是你控制刀子」（比喻一個人失去理智）————查隆
  - 「我知道忘記以前的事是很痛苦,但是如果你想的話，你一定做的到。」————查隆
  - 「報仇不是你生存唯一的目标。」————查隆
  - 「軍權和女人简直是兩回事，我是一个將軍，我不相信一个女人可以影响我的軍權。」（重复两次）————查隆
  - 「我要的不是你的命去報恩，我要的是你的爱。」————查隆
- 「我認識的方曉欣在泰國已經『死了』。」————葉世康
- 葉世康於北京監獄探望萬紅
  - 「你能不能面對現實？難道沈文浩真有这么大的力量去蒙蔽你的理智？」————葉世康
  - 「浩有他的力量去控制身边所有的人，所以他更加不需要用卑鄙的手段。」————萬紅
  - 「他的力量可以掌握一切，但不能掌握命运，當命运跟他不妥协的话，就會變成殺傷力，去傷害他旁边的人，以達到自己的目的。」————葉世康
- 「我在法庭上指證我唯一的好朋友（沈文浩），不是一件容易的事。我不想他再害人，阿欣、阿明、萬紅，她們三個白白為了他犧牲自己的生命，阿浩為她們做過什麼？他從來都沒有愛過她們三個，他一生中最愛的只有他自己一個。當我想起她們臨死之前的樣子，我就知道我自己應該怎麼做，我不想他再害人。對不起。」————葉世康
- 「我覺得很自豪，想不到我的死可以引起那麼大的哄動，証明我一手創立的傳媒事業沒有白費。」————沈文浩
- 葉世康接受其他媒體的訪問，澄清沈文浩安排其進行訪問的事實
  - 「因為傳媒的良心早已經『死了』。」————葉世康[20]
- 葉世康探望處決前的沈文浩
  - 「我從小到大做事都不会後悔，包括這次也是。」————沈文浩
  - 「這次我很後悔。但雖然我後悔，但我觉得我需要這樣做。（為正義出賣朋友）」————葉世康
  - 「或许你的做法是對的。」————沈文浩（承上）
  - 「這個時間已经没分對與错。大家决定了，大家選擇了，结果就這样，大家要面對。」————葉世康
- 方曉欣探望處決前的沈文浩
  - 「你心目中的沈文浩已經在決定陷害方曉欣那日開始『死了』。」————沈文浩
  - 「你以后不要再掛念我了！」————沈文浩

∗上述角色及對白只屬虛構

## 音樂
為配合情節，劇中多次穿插了美國著名歌手艾維斯·普里斯萊演唱的《Love Me Tender》。包括沈文浩在行刑前聲嘶力竭地高唱此曲，第11集，跟方曉欣光顧姿飯店時，同樣哼著此曲。而沈文浩送给方曉欣的音乐项链和音乐盒皆以此曲为主题。
在第1集，沈文浩與葉世康在酒吧傾訴時，播出美國搖滾樂隊Spin Doctors歌曲《Have You Ever Seen The Rain》。在第17集，在酒吧中沈文浩與沈志坤爭吵，以及葉世康勸解萬紅的場面，同樣播出此曲。
在第3集，方曉欣為逃避對沈文浩的感情，出遊泰國，前往機場時，播出蘇永康歌曲《讓我暖一些》。
在第3集，方曉欣在泰國的士高消遣時，播出泰國歌手ติ๊ก ชิโร่歌曲《ขอเสียง》，海外版則播出泰國女歌手Christina Aguilar歌曲《Pai Dui Gun Na》。
在第4集，沈文浩與方曉欣在泰國嬉戲時，播出蘇永康歌曲《沒有季節的火花》，國語配音版則播出劉德華歌曲《神魂颠倒》。
在第4集，方曉欣吻別沈文浩時，播出葉倩文歌曲《你今天要走》，在第5集，余家樂發生車禍時，再次播出此曲，均為片尾曲。
在第5集，沈文浩在粢飯店門口苦等方曉欣時，播出蘇永康彭家麗合唱歌曲《從不喜歡孤單一個》。
在第6集，沈文浩與葉世康跟梁社長在暢談時，播出美國鄉村Melba Montgomery歌曲《No Charge》。
在第7集，沈文浩與葉世康、阿生在Piano Bar消遣巧遇唐敏明時，播出美國黑人女歌手Pauletta Washington歌曲《It's In You Eyes》，在同一場景中，播出牯嶺街少年哈唱團歌曲《Poor Little Fool》。而同一集，唐敏明和沈志坤在此場景出現時，播出牯嶺街少年哈唱團歌曲《Are You Lonesome Tonight》。
在第8集，奶奶與嫦記在卡啦OK合唱粤曲《帝女花》。
在第9集，沈文浩數次在Piano Bar‘巧遇’唐敏明時,均播出牯嶺街少年哈唱團歌曲《Are You Lonesome Tonight》，而在同一場景中二人又合唱（實為播放）牯嶺街少年哈唱團歌曲《Why》，接著播出美國合唱團派特斯歌曲《My Prayer》。在同一集，唐敏明獨自在Piano Bar散心時，播出美國鄉村女歌手Sammi Smith歌曲《Help Me Make It Though The Night》。
在第11集，沈文浩在酒吧與道友良交易時，播出英國歌手彼特·蓋伯瑞歌曲《Lovetown》。
在第13集，沈志坤及沈文浩在卡啦OK分別唱出張學友的《等你等到我心痛》及《情已逝》。
在第15集，文浩駕車送萬紅回家時，播出黎瑞恩歌曲《一人有一個夢想》。
在第19集，文浩與李慕晴在上海夜總會談生意時，播出林憶蓮歌曲《夜來香》。
在第20集，萬紅和同事在卡啦OK合唱黎姿、张卫健合唱歌曲《依依不舍》。
在第23集，查隆與李慕晴在泰國遊玩時，播出泰國男歌手Jetrin Wattanasin歌曲《Faag Lieng》。
在第26集，文浩在酒吧酗酒時，播出英格蘭女歌手莎黛歌曲《Please Send Me Someone To Love》。
在第27集，文浩與世康在酒吧敍舊時，播出美國搖滾歌手布魯斯·史普林斯汀歌曲《Streets of Philadelphia》。
在第29集，文浩與世康在報紙檔敍舊時，播出加拿大搖滾歌手尼爾·楊歌曲《Philadelphia (Outtake)》。
在第30集，阿康到泰國監獄探望阿浩時，播出義大利著名歌手盧喬·達拉歌曲《Caruso》。

## 配樂
本劇在廣告過場時通常會播放長達數秒的主題曲《郎心如鐵》的變奏。
Mark Mancina《The Gap》
Mark Mancina《Choppers》
Ry Cooder《Video drive by》
Ry Cooder《East St Louis》
Ry Cooder《Give' Em Cops》
Hans Zimmer《Part I》
Hans Zimmer《Part II》
Hans Zimmer《Part II》
Hans Zimmer《Part IV》
Hans Zimmer《Wedding Bells》
Hans Zimmer《Thelma & Louise: Thunderbird》
Michael Kamen with Eric Clapton and David Sanborn《Riggs and Roger》
Michael Kamen with Eric Clapton and David Sanborn《Goodnight Rika》
ニック・ウッド(Nick Wood)《ビヨンド・ザ・65,000,000イヤーズ》
ニック・ウッド(Nick Wood)《ウォッチング・ザ・サンセット》
ニック・ウッド(Nick Wood)《ヨースケズ・マザー》
本間勇輔《対決》
本間勇輔《すべてが終わった》
長岡成貢《阿重霞慕情》
長岡成貢《天地無用!魎皇鬼のチーマ》
日本ACG《敗北》
Leo Brouwer《Tita's Theme》
James Newton Howard《Doesn't Matter》
James Newton Howard《End Titles》
James Newton Howard《Matthew Takes A Picture》
James Newton Howard《Matthew´s Casket》
James Newton Howard《Rosario》
門倉聡《ドルイドのテーマ》
門倉聡《愛のレクイエム》
大谷和夫《ロスト･ラブ･ノクターン》(失恋夜想曲)
大谷和夫《今晩･トゥナイト･Tonight》
大谷和夫《月影の妖精》
大谷和夫《My fair girl》
大谷和夫《マジカル･ミステリー･ゾーン》
久石讓《Earlia》
田中公平《花園への鍵》
田中公平《春の予感》
田中公平《テーマバリエーション1》
川崎真弘《鉄の竜騎兵のテーマ》 
Michael Nyman《The Promise》
Michael Nyman&Michael Laurence Nyman《The Heart Asks Pleasure First》
星勝《~ Main Theme Motif (Ease) ~》
星勝《Lum...In My Dream》
星勝《BGM#3》
星勝《BGM#4》
星勝《メイン・テーマ(Main Theme)》
星勝《今,素直になれて》
星勝《こだわり》
渡辺俊幸《Tsunoro Fuan》
渡辺俊幸《お父さん、お母さん》
鈴木豪《ごめん》
Randy Edelman《Gettysburg Soundtrack: Over the Fence》
Randy Edelman《Killer Angel》
Falcom Sound Team jdk《Tears of Sylph》
都留教博《死の影なる生》
都留教博《永遠なる息吹》
都留教博《奇妙な符号》
都留教博《初めの终り》
Apricot Systematic《ProgramⅢ(シンフォニーうる星やつら~回想~)》
日向敏文《リカのテーマソング》
日向敏文《Coco And Jadmin》
日向敏文《Crazy For You》
日向敏文《Zelda》
日向敏文《Tenderly~Rica's Theme》
日向敏文《グッド・イヴニング,ハートエイク》(Good Evening , Heartache)
日向敏文《Passion Flower》
日向敏文《friends》
日向敏文《Affection》
日向敏文《Raindrops》
日向敏文《If You Could See Me》
日向敏文《When Someone Is Blue》
日向敏文《Falling Down》
日向敏文《Dawn》
西村由紀江《夢を追いかけて～薫のテーマ》
西村由紀江《昏昏》
川井憲次《朝焼け》
川井憲次《のあ・哀愁のテーマ》
川井憲次《あすまの不安》
川井憲次《will~photographs (reprise) (夕暮れの公園)》
Richard Robbins《The Cooks in the Kitchen》
Richard Robbins《A Portrait Returns-Darlington Hall-End Credits》
大島ミチル《真実～悲しみの果てに2》
Celestial《Trans-Mongolian Express》
神思者《Requiem》
神思者《True Love ドラマ》
神思者《Closed Door Of 110》
神思者《時間ときの階段》
羽野誠司《螢火の里》
Jan Hammer《Three's a Crowd》
Nicolas Jorelle《Le Baiser (Générique De Fin)》
Nicolas Jorelle《Le Theme Du Violoncelle》
Nicolas Jorelle《Les Toits De Vienne》
Nicolas Jorelle《Le réveil》
Nicolas Jorelle《Le thème du piano》
Nicolas Jorelle《L'instant》 
Nicolas Jorelle《Valse》
Nicolas Jorelle, Quatuor Aloÿsia《Féerie》
Nicolas Jorelle, Quatuor Aloÿsia《Laveu》
Marc Shaiman《CODE RED/SEMPER FIDELIS》
Marc Shaiman《GUANTANAMO BAY》
Marc Shaiman《FACTS AND FIGURES》
Marc Shaiman《TRIAL AND ERROR》
Mark Isham《Start With Fashion》
佐橋俊彦《クールなハートに…》
佐橋俊彦《恋はおあずけ》
坂本龍一《The Sheltering Sky Theme》
坂本龍一《Chase Tommy》
坂本龍一《Grace In Hospital》
Mike Figgis《Dawn And The Tyne》
Mike Figgis《On The Quay》
Paul Winter《'the Lake'》
James Newton Howard《Main Title》
Trevor Jones《'Murder in Mississippi, Pt. 1》
Trevor Jones《Some Things Are Worth Dying For》
Zbigniew Preisner《Lutecia Hotel》
Zbigniew Preisner《Weronika》
Zbigniew Preisner《Van den Budenmayer Concerto in mi mineur (SBI 152) Version de 1802》

## 製作演員
- 泰國製片：劉國雄
- 武術指導：徐二牛

## 影碟發行
以下所有影碟發行均由亞洲電視授權：
美國發行代理商Asiaview Entertainment (US)於2005年3月5日推出發行了《郎心如鐵》(美國版)VCD影碟零售版本，此影碟將已播放的集數併製為20張碟。粵語音軌，不提供字幕。

## 軼事
- 本劇與無綫電視劇集《第三類法庭》、《笑看風雲》屬於同一時空，其中劇中林祖輝提及「傳媒的良心已死」，並非只針對江華身為傳媒大亨的劣行，還可能間接回應邵美琪在《第三類法庭》中辦媒體期間的連串不義行為。

- 本劇在1994年首播時掀起一陣“粢饭熱潮”。據説當時不少觀看了本劇的觀眾纷纷到粢饭店光顧，大排長龍。

- 劇中的“正報”曾在較早的亞視劇集《戲王之王》中出現。

- 本劇1994年12月在本港台首播，播出期間無綫電視翡翠台正播放古装劇《白髮魔女傳》，因《白》劇男主演水準不濟而反響平平，相较之下本劇無論劇本、演員和製作都非常認真，故取得不俗收视。

- 本劇是江華在亞視期間，收視最高的劇集。

- 本劇是亞視重金禮聘電影演員吳雪雯參演，亦是其唯一一套劇集。

- 萬绮雯在拍摄本劇之前因身体问题导致她要与亚视提前解约，幸得亚视以一年两套剧的合约才得以将她留下。

- 本劇吳雪雯跟江華拍攝談情戲份時要求江華先開金口大唱情歌，才能培養情緒投入拍攝。

- 本劇主題曲《郎心如铁》，由寶佩如主唱，是亞視與滚石唱片合作的作品，收錄於：《樂作劇一：亞洲電視劇集主題曲大全》（1995年）、《滾石的歌（一）誰叫我》（1996年）两张合輯，亦有為此曲拍摄MV，而且是少數能在KARAOKE點唱的亞視主题曲。

- 網上曾經流傳一個訪問，內客講述江華在泰國刑場拍攝槍決戲時不知何故被換上真槍，子彈更在其身邊擦過，幸好沒有中槍。由於年代久遠此訪問的真確性則難以求證。

- 江華在多年後接受電台訪問表示本劇是他從影以來最喜歡的電視劇，另一部則是《九王奪位》。

## 外部連結
- 豆瓣电影上《郎心如鐵》的資料 （简体中文）
- 《郎心如鐵》亞洲電視 （页面存档备份，存于）
- 《郎心如鐵》| A Cruel Lover | ATV （页面存档备份，存于）